# Abd-ul-latif
Abd-ul-latif (Abd al-latif), arabisk författare, född 1160 i Bagdad, död 1231, efterlämnade en massa skrifter i teologi, juridik, filologi och i synnerhet medicin. Hans arbete över Egypten utgavs av Joseph White på arabiska och latin (Abdollatiphi historiæ Ægypti compendium, Oxford, 1800) och i förtjänstfull bearbetning av Silvestre de Sacy (Relation de l'Égypte, 1810).